# Florian Taulemesse
Thierry Alain Florian Taulemesse (Bagnols-sur-Cèze, 31 januari 1986) is een Frans profvoetballer, beter bekend onder de naam Florian.

## Carrière
Hij startte zijn professionele carrière tijdens het seizoen 2005-2006 op het niveau van National bij Gazélec FCO Ajaccio. Op het einde van het seizoen kon de ploeg het behoud niet handhaven. Ook op persoonlijk vlak was het geen groot succes, want in twintig wedstrijden wist Florian niet één keer te scoren.
Florian verliet de ploeg maar daalde ook een niveau door een tweejarig contract te ondertekenen bij FC Mulhouse, dat uitkwam in de CFA. De seizoenen 2006-2008 verliepen niet gemakkelijk.
Daarom besloot hij vanaf seizoen 2008-2009 zijn geluk op te zoeken bij FC Gueugnon, een ploeg uit de National. Deze ploeg kon echter de degradatie niet ontlopen en Florian speelde enkel veertien wedstrijden, maar scoorde toch viermaal.
Na deze vier seizoenen vertoeft te hebben in het Franse voetbal, besloot hij over te stappen naar het Spaanse voetbal. Hij kwam tijdens het seizoen 2009-2010 terecht bij twee ploegen uit de Segunda División B, Terrassa FC en Moratalla CF die met respectievelijk een twintigste en een zeventiende plaats hetzelfde lot beschoren waren, de degradatie
Tijdens het seizoen 2010-2011 kwam hij terecht bij Orihuela CF, een andere club uit de Segunda División B. Op het einde van de reguliere competitie eindigde de ploeg op een mooie vierde plaats, maar tijdens de aansluitende eindronde kon de promotie niet afgedwongen worden. Florian kende ook op persoonlijk vlak een goed seizoen met 37 optredens en 12 doelpunten.
De speler zelf zou voor het seizoen 2011-2012 wel de overstap maken naar de Segunda División A. Hij tekende een eenjarig contract met stijger CE Sabadell. Na een goede start kende de ploeg een zwakkere terugronde en eindigde uiteindelijk op een negentiende plaats. Normaal gezien zou dit de degradatie betekend hebben, maar doordat Villarreal CF degradeerde van de Primera División, naam het filiaal van deze ploeg de plaats in van de Catalaanse ploeg uit Sabadell.
Voor het seizoen 2012-2013 ondertekende hij een contract bij FC Cartagena, de ploeg die vorig seizoen net achter CE Sabadell eindigde en daardoor het behoud niet kon waarmaken. Deze ploeg is erop gebrand om zo snel als mogelijk terug te keren naar de zilveren categorie. Hij werd onmiddellijk een van de smaakmakers en op het einde van de reguliere competitie scoorde hij 19 doelpunten. De ploeg eindigde tweede achter Real Jaén en zo kon de ploeg enkel meedoen aan de eindronde van de tweede tot en met de vierde geplaatste ploegen. De terugweg naar het tweede niveau van het Spaanse voetbal leidde naar Caudal Deportivo uit Asturië, dat na de reguliere competitie op de vierde plaats eindigde in groep 1. De teleurstelling was even groot als tijdens het seizoen 2005-2006 toen de club opnieuw uitgeschakeld werd. Omdat de ploeg niet promoveerde, verviel de contractuele optie tot verlenging.
Na deze vier seizoenen bij vijf Spaanse ploegen keerde de speler voor het seizoen 2013-2014 naar AS Eupen, een ploeg uit de Tweede klasse, de op een na hoogste voetbalcompetitie in België. Hij tekende er een driejarig contract. Tijdens het eerste seizoen eindigde de ploeg op een tweede plaats achter kampioen KVC Westerlo. Dat gaf hun het recht om de play offs te spelen om een tweede stijger naar de hoogste afdeling aan te duiden. Deze nacompetitie met heen- en terugwedstrijden werd gespeeld met Oud-Heverlee Leuven, Royal Mouscron-Péruwelz en Sint-Truidense VV. De ploeg kon zich echter niet bevestigen en het laatste ticket naar de hoogste klasse ging naar de ploeg uit Moeskroen. Tijdens de zomerstop kwamen er geruchten op over een mogelijke terugkeer naar zijn laatste Spaanse ploeg.. De speler bleef echter in België en tijdens het seizoen 2014-2015 zou de ploeg derde eindigen. Dat gaf hun weer het recht om de play offs te spelen om een tweede stijger naar de hoogste afdeling aan te duiden. Deze nacompetitie met heen- en terugwedstrijden werd gespeeld met Oud-Heverlee Leuven, Lommel United en RFC Seraing. De ploeg bakte er niets van en het laatste ticket naar de hoogste klasse ging naar de ploeg uit Oud-Heverlee Leuven. Tijdens het derde seizoen 2015-2016 zou de ploeg nogmaals op de tweede plaats eindigen. Maar door het feit dat kampioen White Star Brussel geen licentie kreeg voor het professioneel voetbal, kon de ploeg stijgen naar Eerste klasse A. Zijn eerste doelpunt tijdens de derde competitiewedstrijd van het seizoen 2016-2017 tegen KVC Westerlo, leidde tot de allereerste punten na een 1-2 uitoverwinning op het hoogste Belgische niveau.
Tijdens de maand januari 2017 tekende hij voor het Cypriotische AEK Larnaca. De ploeg werd vice-kampioen na de reguliere competitie en behield deze plaats na de eindronde.  Tijdens het seizoen 2017-2018 eindigde de ploeg op het einde van de reguliere competitie op de vierde plaats en de Franse speler werd met 21 doelpunten topscorer van de A Divizion.  De eindronde veranderde niets aan het eindklassement.  Het hoogtepunt van dat jaar lag echter bij de winst van de beker. Op het einde van het seizoen 2018-2019 werd de derde plaats in de stand behaald.  Na de eindronde kon de ploeg opklimmen naar de tweede plaats.  De vijfde plaats tijdens na de reguliere competitie was het resultaat van seizoen 2019-2020 en door de coronacrisis werd er maar één wedstrijd van de eindronde gespeeld.  Hetzelfde resultaat werd behaald tijdens seizoen 2020-2021, een plaats die ze ook zouden bezetten na de eindronde. 
Vanaf seizoen 2021-2022 stapte hij over naar reeksgenoot Ethnikos Achna.  De ploeg had een heel moeilijk seizoen en na veertien wedstrijd had Florian nog maar driemaal gescoord.  Om deze redenen werd hij begin januari 2022 uitgeleend aan Nea Salamis Famagusta FC, een ploeg uit de B' Kategoria.  Onder andere dankzij zijn dertien doelpunten uit negen wedstrijden werd zijn ploeg vice-kampioen met even veel punten dan de kampioen Karmiotissa Pano Polemidia en kon zo vanaf seizoen 2022-2023 aantreden in de A' Kategoria.  De speler volgde de ploeg en tekende een contract voor één seizoen/

## Statistieken
| Seizoen   | Club                     | Land      | Competitie             | Duels | Doelp. |
| --------- | ------------------------ | --------- | ---------------------- | ----- | ------ |
| 2005/06   | GFC Ajaccio              | Frankrijk | Championnat National 2 | 20    | 0      |
| 2006/07   | FC Mulhouse              | Frankrijk | Championnat National 2 | ?     | ?      |
| 2007/08   | FC Mulhouse              | Frankrijk | Championnat National 2 | ?     | ?      |
| 2008/09   | FC Gueugnon              | Frankrijk | Championnat National   | 14    | 4      |
| 2009/10   | Terrassa FC              | Spanje    | Segunda División B     | 17    | 5      |
| 2009/10   | Moratalla CF             | Spanje    | Segunda División B     | 16    | 4      |
| 2010/11   | Orihuela CF              | Spanje    | Segunda División B     | 37    | 12     |
| 2011/12   | CE Sabadell              | Spanje    | Segunda División A     | 39    | 7      |
| 2012/13   | FC Cartagena             | Spanje    | Segunda División B     | 41    | 19     |
| 2013/14   | KAS Eupen                | België    | Proximus League        | 35    | 14     |
| 2014/15   | KAS Eupen                | België    | Proximus League        | 36    | 17     |
| 2015/16   | KAS Eupen                | België    | Proximus League        | 31    | 12     |
| 2016/17   | KAS Eupen                | België    | Jupiler Pro League     | 18    | 2      |
| 2016/17   | AEK Larnaca              | Cyprus    | A Divizion             | 13    | 4      |
| 2017/18   | AEK Larnaca              | Cyprus    | A Divizion             | 25    | 22     |
| 2018/19   | AEK Larnaca              | Cyprus    | A Divizion             | 24    | 7      |
| 2019/20   | AEK Larnaca              | Cyprus    | A Divizion             | 7     | 1      |
| 2020/21   | AEK Larnaca              | Cyprus    | A Divizion             | 27    | 5      |
| 2021      | Ethnikos Achna           | Cyprus    | A Divizion             | 14    | 3      |
| 2022      | Nea Salamis Famagusta FC | Cyprus    | B' Kategoria           | 9     | 13     |
| 2022-2023 | Nea Salamis Famagusta FC | Cyprus    | A Divizion             | 26    | 2      |
| 2023-2024 | La Unión Atlético        | Spanje    | Segunda Federación     | 18    | 4      |
| 2023-2024 | Orihuela CF              | Spanje    | Segunda Federación     | 12    | 2      |
| Totaal    | Totaal                   | Totaal    | Totaal                 | 479   | 157    |